# マーカス・ヴィニシウス
マーカス・ヴィニシウス（Marcus Vinicius）ことマーカス・ヴィニシウス・ヴィエイラ・デ・ソウザ（Marcus Vinicius Vieira de Souza、1984年5月31日 - ）は、ブラジルのプロバスケットボール選手。スペイン男子プロバスケットボールリーグ1部リーガACBのバスケット・マンレサに所属している。リオデジャネイロ州リオデジャネイロ市出身。ポジションはスモールフォワード。207cm、102kg。